# Waldalgesheimer Fürstengrab

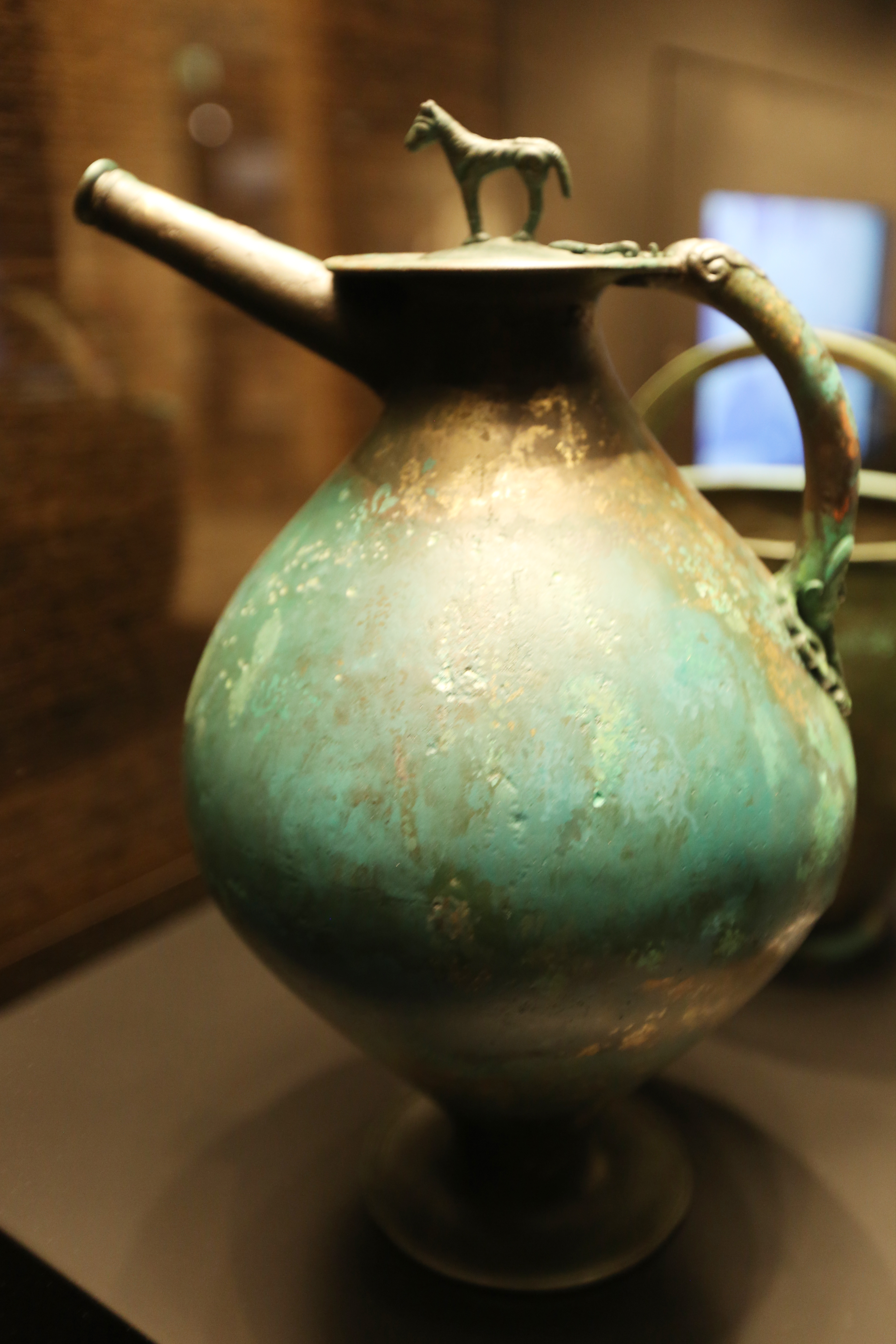
Bronzekanne aus dem Grab der Fürstin

Das Waldalgesheimer Fürstengrab ist ein 1869 entdecktes Wagengrab einer keltischen Frau der sozialen Oberschicht (Fürstin) aus der Zeit um 330–320 v. Chr. bei Waldalgesheim in Rheinland-Pfalz.

## Fund
Das bisher an Material reichste ergrabene Fundspektrum mit einem kompletten Ensemble von Tracht- und Schmuckteilen und Alltagsgütern mit teilweise aufwendiger Ornamentik und Verzierungen verhilft dem Fundort Waldalgesheim zu einer Schlüsselposition in der wissenschaftlichen Erforschung der Latènezeit. Daher wird einer der vier Kunststile dieser Zeit als Waldalgesheim-Stil bezeichnet. Die Fundstücke befinden sich heute im Rheinischen Landesmuseum Bonn, wo sie das Herzstück der im Juni 2014 eröffneten Dauerausstellung „Kelten im Rheinland“ bilden. Einige Nachbildungen sind des Weiteren im Waldalgesheimer Rathaus ausgestellt.
Das Grab lag vermutlich unter einem Erdhügel in einer hölzernen Grabkammer. Dem sozialen Stand entsprechend, war die Tote zusammen mit einem zweirädrigen Streitwagen mit Pferden bestattet worden, wovon eiserne Ausrüstungsteile erhalten sind.
Zu den persönlichen Trachtbestandteilen der adligen Frau zählten goldene Hals-, Arm- und Knöchelringe (torques), die mit Pflanzenornamenten und menschlichen Masken verziert sind.
Ebenfalls gehörte ein bronzenes Trinkservice zur Ausstattung der Grabkammer: Die Röhrenkanne ist 32,7 cm hoch. Sie stellt ein Meisterwerk des Bronzegusses, der Treibkunst und der Verzierungstechnik dar. Der Deckel mit einem als Pferd geformten Griff, der Rand, die Gusstülle, der Henkel und der Boden wurden gegossen und gedreht. Der Körper des Gefäßes ist getrieben und wurde aus zwei Teilen zusammengefügt. Auf dem oberen Teil und in der Mitte sind ein Pflanzenfries und abstrakte geometrische Motive eingraviert. Der Henkel endet in einem Menschenkopf.
Die Kelten verzierten ihre Kult-, aber auch Profanobjekte und Schmuck gerne mit Götterdarstellungen, vor allem ihrer drei Hauptgötter nach keltischer ikonographischer Konvention: Der Widderkopf repräsentiert den Schutzgott Teutates, zu dem auch die liegenden S-Spiralen (Widderhörner) gehören, der Menschenkopf mit Mistelblättern steht für Esus, Taranis, Herr über den Himmel und die Fruchtbarkeit, passt zum von den Kelten hochverehrten Pferd. Auf der ähnlich gestalteten Kanne von Reinheim ist ein Pferd mit Menschenkopf dargestellt.
Ein etwa 23 cm hoher Bronzeeimer stammt aus dem griechischen Unteritalien und zeigt mit seinen Verzierungen, wie die keltischen Handwerker ihr eigenes Stilempfinden aus den mittelmeerischen Vorbildern heraus weiter entwickelten.
Das Waldalgesheimer Adelsgrab lässt sich durch diesen Eimer als letztes einer ganzen Kette ähnlich ausgestatteter Gräber, die seit der Mitte des 5. Jahrhunderts vor Christus entstanden, einordnen. Im Hunsrück herrschte damals für etwa 100 Jahre der Brauch, hochgestellte Persönlichkeiten, sowohl Männer als auch Frauen, in aufwändigen Hügelgrabkammern beizusetzen. Dies zeigt auch die Röhrenkanne aus dem Waldalgesheimer Fund. In ihren Trachtaccessoires aber orientierte sich die reiche Frau an einem keltischen Kunststil, der im 4. Jahrhundert vor Christus vor allem in Süddeutschland, der Schweiz, Zentralfrankreich, Böhmen und Mähren aufkam.
Vom Wagen, der der Fürstin ins Grab mitgegeben worden war, sind bronzene Bestandteile, z. B. ein Jochaufsatz mit zwei nicht näher zu bestimmenden Vögeln, erhalten. Sie verbinden das Gefährt mit Schnelligkeit, dem Himmel und dem Krieg.
Die Bilder stammen aus der Veröffentlichung des Vereins von Alterthumsfreunden im Rheinlande aus dem Jahr 1870:

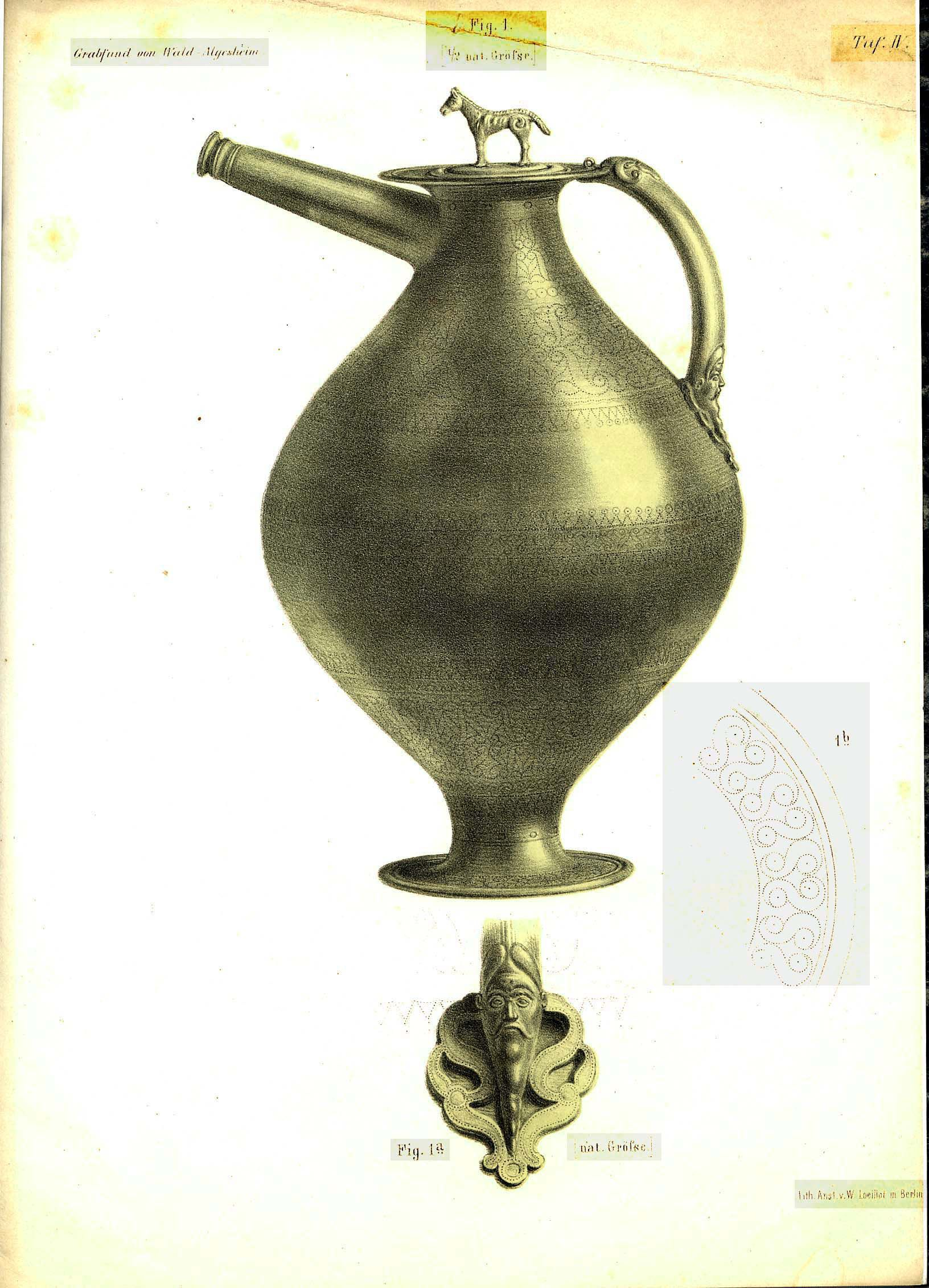
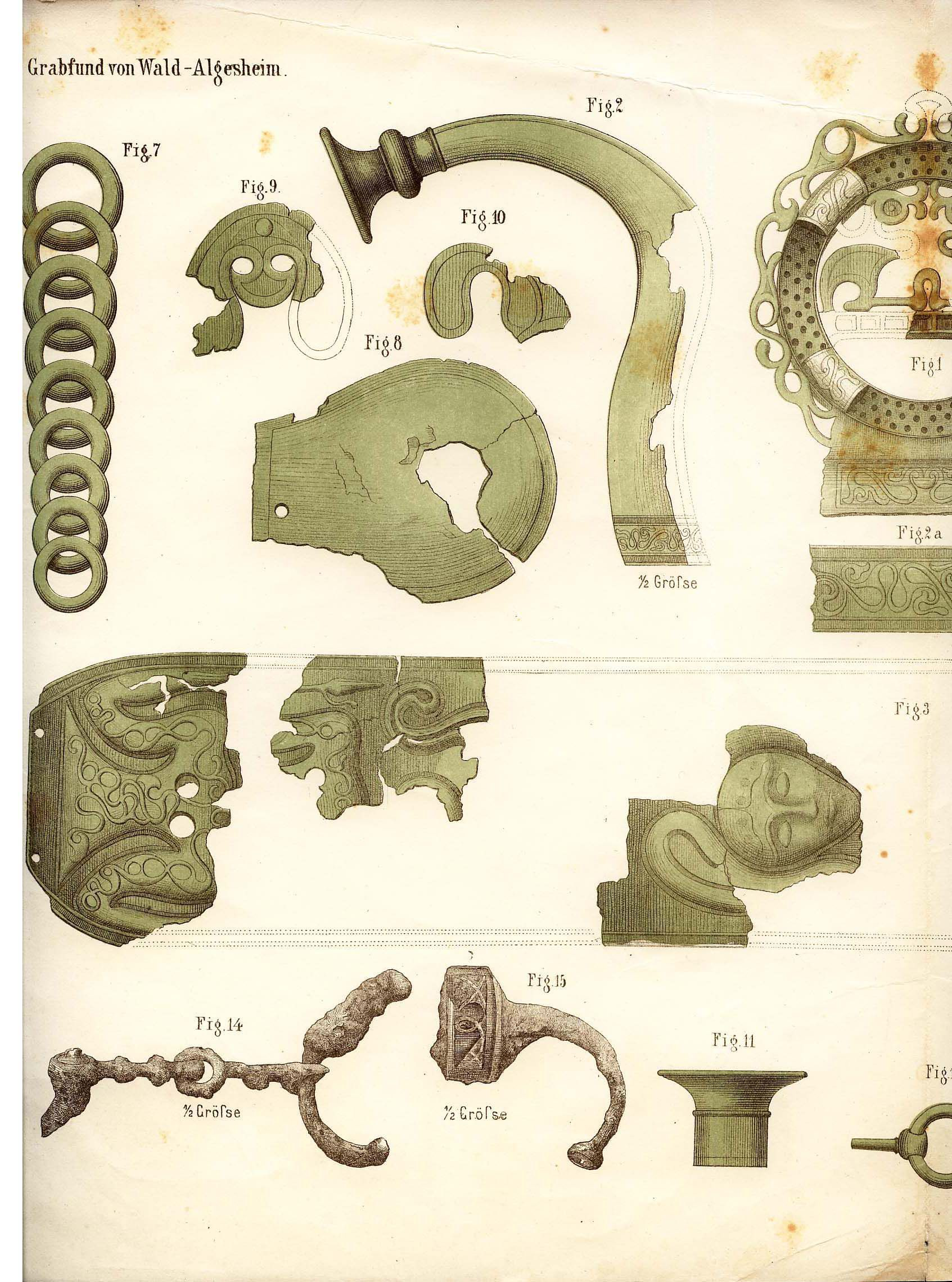
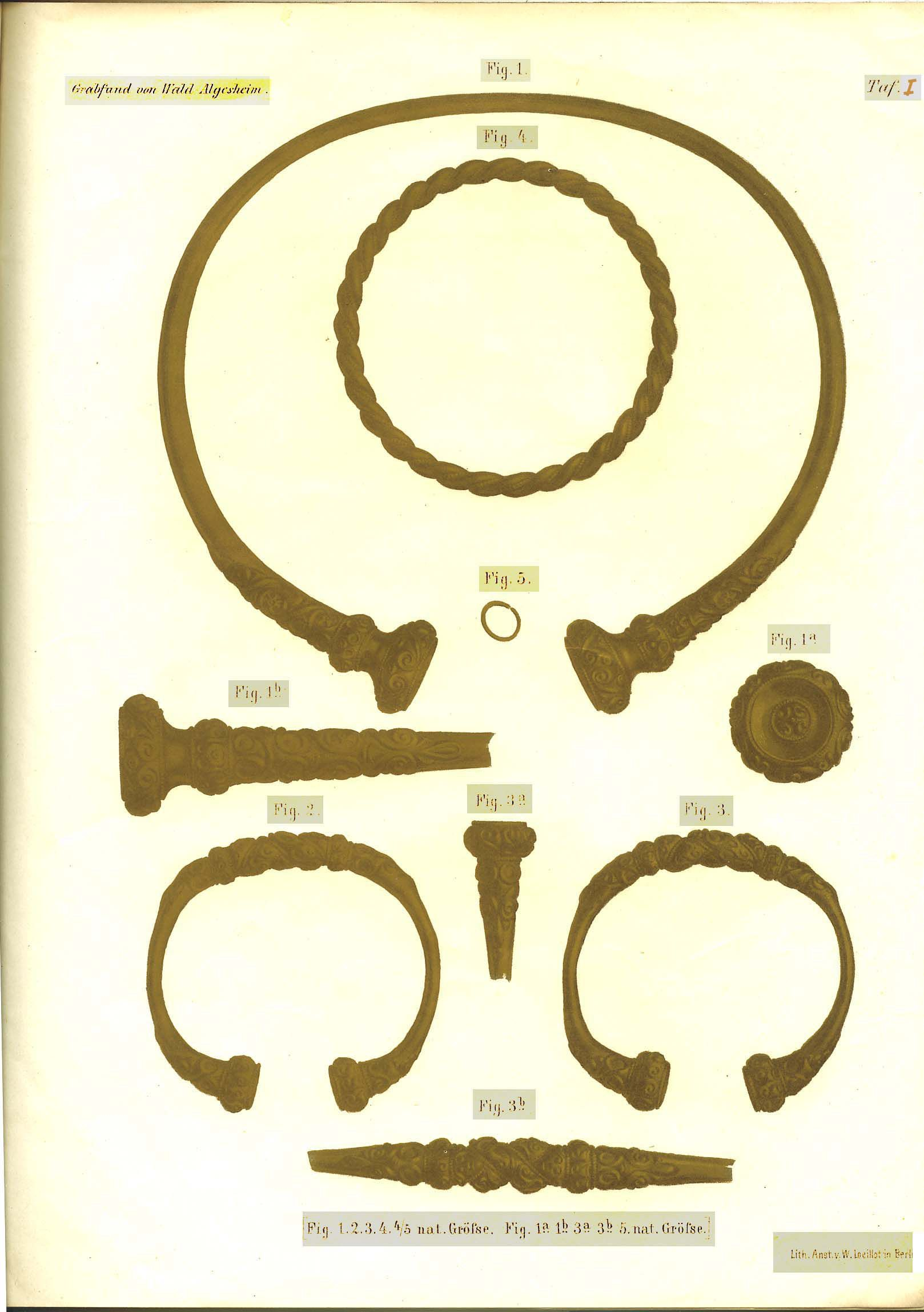
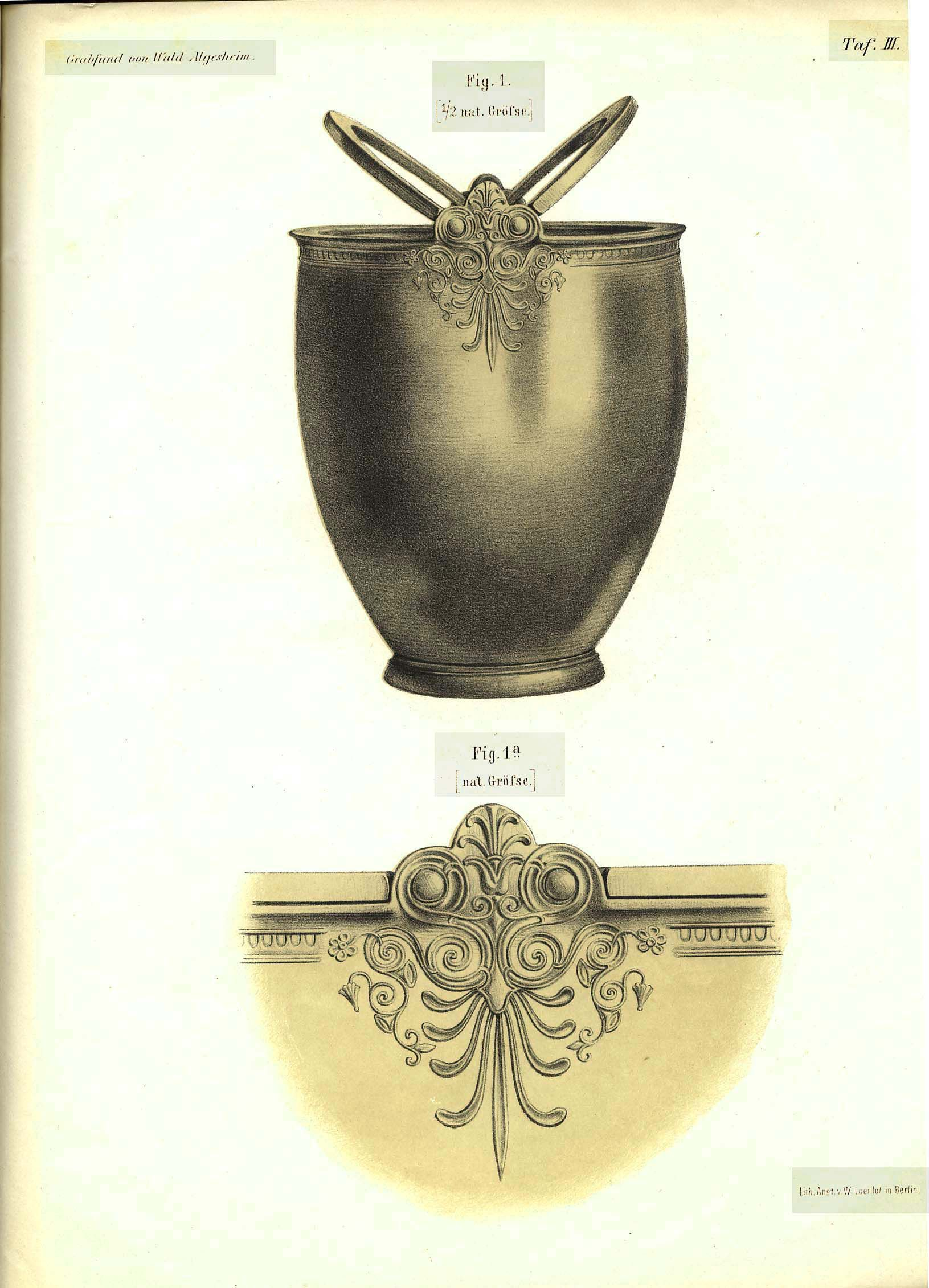

## Geschichte seit dem Fund
Das Grab wurde am 18. Oktober 1869 von dem Waldalgesheimer Bauern Peter Heckert beim Ausheben einer Rübenmiete entdeckt. Im Jahr 1870 erschien in Bonn ein Bericht über den Fund des Grabes, herausgegeben vom Verein von Alterthumsfreunden im Rheinlande, in dem die Funde genau mit Abbildungen aufgelistet wurden. In den folgenden Jahrzehnten ist allerdings die Stelle, an der das Grab lag, aus der Erinnerung verschwunden. Erst 1997 wurde die Stelle von dem Luftbildarchäologen Michael Schönherr erneut gefunden. Seit 2002 gibt es einen Bebauungsplan der Gemeinde Waldalgesheim, der auch die Grabstelle umfasst und diese zu überbauen droht.